# Виљанце
Виљанце (алб. Vilanc) насеље је у општини Вучитрн на Косову и Метохији. Према попису становништва на Косову 2011. године, село је имало 387 становника.

## Географија
Село је на подножју Копаоника, у доњем, проширеном делу Слаковачке реке. Старији део села је поред саме реке, на њеној левој обали, а колонистичке куће су на западној падини Голог брда. Село је збијено, само су колонистичке куће на пола километра југоисточно од села. На махале се не дели.

## Порекло становништва по родовима
Породице које су живеле у село Виљанце:
Као најстарији род у селу су до првог светског рата важили Албанци Гудоли, који су се по поменутом рату иселили у Турску.
Арбанашки родови
- Садиковић (3 к.), од фиса Бериша, братства Доде. При досељењу из Малесије прво су се настанили у Цецилији, одакле су доцније прешли у Слатину, где још имају свој род (Љатифовиће), па одатле у Виљанце око 1865. на куповицу. Појасеви су им од пресељења из Слатине у 1935. били: Садик, Бајрам, Алил (50 година).
- Муљак (2 к.), од фиса Краснића. Пресељен из истоименог рода у Цецилији 1920. на куповицу од неког Србина који је то имање купио од мухаџира. У Цецилију су прешли из Г. Дубнице а у Г. Дубницу су били досељени из Малесије. Појасеви су им у 1935. од досељења из Малесије били: Рама, Имер, Незир, Џемаиљ (60 година).

Аутоколонисти
- Татић (1 к.), Гашић (4 к.), и Грујић (2 к.) 1924. из Жиљака (Брус).
- Петровић (1 к.) 1924. из Тршановца (Брус).
- Јовић (1 к.) 1924. из стариначког рода Анђелковића у косовском селу Мирочу.
- Анђелићи (1 к.) 1925. из Сијарине (Јабланица).
- Мркић (1 к.) 1931. из Церовца (Грачац, Лика). Аутоколонисти су дошли на купљена имања од исељених мухаџира, а после добили и утрине у овом или у околним селима.

Колонисти
- Варићак (1 к.) 1923. из Лике.
- Родић (1 к.) 1923. из Босне.
- Јокановић (1 к.) 1922. од Никшића.

## Демографија
| Демографија | Демографија | Демографија |
| Година      | Становника  | Становника  |
| ----------- | ----------- | ----------- |
| 1948.       | 162         |             |
| 1953.       | 197         |             |
| 1961.       | 189         |             |
| 1971.       | 226         |             |
| 1981.       | 300         |             |
| 1991.       | 301         |             |
| 2011.       | 387         |             |

### Становништво по националности
| Националност     | Број | %     |
| Албанци          | 387  | 99.74 |
| Бошњаци          | 1    | 0.26  |
| Непознато/Остало |      |       |

Према попису из 2011. године, Албанци чине 99,85% популације.